# Скавина (гмина)
Скавина (пол. Skawina) — городско-сельская гмина (волость) в Польше, входит как административная единица в Краковский повет, Малопольское воеводство. Административным центром гмины является город Скавина.
Население — 41 256 человек (на 2004 год).

## Демография
| Перепись                       | Всего   | Всего | Женщины | Женщины | Мужчины | Мужчины |
| ------------------------------ | ------- | ----- | ------- | ------- | ------- | ------- |
| Единицы                        | человек | %     | человек | %       | человек | %       |
| Население                      | 41 256  | 100   | 21 263  | 51,5    | 19 993  | 48,5    |
| Плотность населения (чел./км²) | 411,9   | 411,9 | 212,3   | 212,3   | 199,6   | 199,6   |

## Сельские округа
1. Борек-Шляхецки
2. Вельке-Дроги
3. Воля-Радзишовская
4. Голуховице
5. Грабе
6. Жозув
7. Зельчина
8. Копанка
9. Кшенцин
10. Оходза
11. Полянка-Халлера
12. Позовице
13. Радзишув
14. Фацимех
15. Юрчице
16. Яськовице

## Соседние гмины
1. Гмина Бжезница
2. Гмина Чернихув
3. Гмина Кальваря-Зебжидовска
4. Краков
5. Гмина Лянцкорона
6. Гмина Лишки
7. Гмина Могиляны
8. Гмина Мысленице
9. Гмина Сулковице